# Mickey Rooney Jr.
Mickey Rooney Jr. (* 3. Juli 1945 in Birmingham, Alabama; † 16. Juli 2022 in Glendale, Arizona), geboren als Ninnian Joseph Yule III, war ein US-amerikanischer Schauspieler und Musiker, mit einer 33 Jahre umfassenden Karriere vor der Kamera. Er war der erste Sohn des Schauspielers und Komikers Mickey Rooney.

## Leben
Rooney war der älteste Sohn des Schauspielers und Komikers Mickey Rooney und dessen Ehefrau, der Sängerin und früheren „Miss Birmingham“ Betty Jane „B.J.“ Baker (geb. Phillips; auch Betty Jane Rase und Betty Jane Kessel). Er hatte einen leiblichen Bruder, den Schauspieler Tim Rooney (geb. Timothy Hayes Yule), und sieben Stiefgeschwister, darunter der Tänzer und Choreograph Michael Joseph Kyle Rooney sowie der Schauspieler Teddy Rooney. Mickey Rooney Jr. war ein wiedergeborener Christ, der den evangelikalen Dienst in Hemet versah.
Rooney war – wie sein Vater – mehrfach verheiratet. Zwischen dem 13. April 1969 und Oktober 1971 war er mit dem früheren Playmate Merci Montello verheiratet. Nach der Scheidung heiratete er am 30. Dezember 1986 Laura Stephanie Hollander, mit der er bis zu ihrem Tod am 4. März 2006 verheiratet war. 2007 heiratete er schließlich Christi L. „Chrissie“ Brown, mit der er bis zu seinem Tod verheiratet war.
Rooney, der in seinem Leben mit Drogenkonsum zu kämpfen hatte, wandte sich später dem christlichen Glauben zu und gründete eine evangelische Mission in Hemet. Seine Partnerin Chrissie Brown sagte dem Hollywood Reporter nach seinem Tod in einem Interview, dass er „seine Drogen- und Alkoholprobleme überwunden hatte, mit denen er in seinem früheren Leben zu kämpfen hatte“, und ein „wundervoller Mann“ gewesen sei: „Die letzten 18 Jahre mit mir und meiner Familie war er ein Engel.“
Er verstarb 13 Tage nach seinem 77. Geburtstag und hinterließ keine Kinder. Seine Asche wurde der Familie übergeben.

## Karriere
Rooney begann seine Karriere 1955 als Kinderdarsteller beim US-amerikanischen Mickey Mouse Club als „Mouseketeer“ (eine Bezeichnung, die Darsteller der Sendung in Anlehnung an die Musketiere erhielten) an der Seite seines jüngeren Bruders Tim; sie wurden allerdings wenige Wochen später, zusammen mit Paul Petersen, aus der Sendung entfernt, da sie am Filmset Farbeimer gemischt und ein Chaos angerichtet hatten. 1967 folgte seine erste Filmrolle in Hot Rods to Hell. Später folgten Auftritte in dem Fernsehfilm Vermißt im Bermuda-Dreieck aus dem Jahr 1975 und in dem Film Honeysuckle Rose aus dem Jahr 1980.
Sein Gitarrenspiel war in Hot Rods to Hell zu sehen und zu hören. In der Titelsequenz und in den Verfolgungsszenen spielte seine damalige Band die Musik ein, mit ihm als Leadgitarrist; in der zweiten Hälfte des Films ist er zudem in einer Szene in einem Nachtclub zu sehen, in der er live spielt. Als Musiker war er Mitglied der Beachcombers, der Sunrays und zusammen mit seinen Brüdern Teil der Rooney Brothers und später der Rooneys; er spielte auch in der Band von Willie Nelson. Rooney selbst veröffentlichte zwei Alben, Crazy Ideas und Music Man, sowie sieben Singles, darunter Stücke wie It Certainly Ain’t a Nice Thing, The Wandering Wind und The Choice Is Yours. Später erschien eine Kompilation namens The Song Album.
Er war auch in mehreren Showformaten zu sehen, beispielsweise 1955 in der Johnny Carson Show und 1964 in I’ve Got a Secret. Seinen letzten Auftritt vor der Kamera hatte er 1991 in einer Ausgabe von Tonight Live with Steve Vizard.
Mickey Rooney Jr. leitete zuletzt die Rooney Entertainment Group. Im deutschen Sprachraum wurde er unter anderem von Matthias Klages synchronisiert.

## Filmografie (Auswahl)
- 1955–1956: Mickey Mouse Club (Fernsehserie)
- 1964–1965: Shindig! (Fernsehserie)[11]
- 1966: Hot Rods to Hell
- 1975: Vermißt im Bermuda-Dreieck (Fernsehfilm)
- 1980: On the Road Again (Honeysuckle Rose)
- 1984: Der Songschreiber (Songwriter)

## Musik
- 1964: The Wandering Wind (Single, Orange-Empire Records)
- 1966: The Choice Is Yours (Single, Liberty)
- 1966: It Certainly Ain’t A Nice Thing (Single, Tower)
- 1978: Crazy Ideas (Single, AVI Records)
- 1978: Sweet Music (Single, AVI Records)
- 1978: Crazy Ideas (Album, AVI Records)
- 1979: Istanbul Blues / Music Man (Single, AVI Records)
- 1982: Music Man (Album, AVI Records)
- Listen To Me Baby / Till You (Single, Emerald Records)